# 拉斯姆斯·達林
拉斯姆斯·達林（2000年4月13日—）是瑞典職業冰球後衛，目前效力於瑞典冰球聯賽Frölunda冰球俱樂部。

## 職業生涯
在2016-17年賽季，達林於Frölunda冰球俱樂部在2016年11月12日對上卡爾斯克魯納HK的比賽，打進了他在SHL的第一球。
2018年，達林入選瑞典奧運冰球隊陣容。

## 獎項和榮譽
| 獎項                      | 年   |       |
| CHL                       | CHL  | CHL   |
| ------------------------- | ---- | ----- |
| 冠軍 (Frölunda冰球俱樂部) | 2017 | [ 2 ] |

## 外部連結
- 個人資料和職業生涯統計數據來自NHL.com, or Eliteprospects.com, or Eurohockey.com, or Hockey-Reference.com, or The Internet Hockey Database